# کریستر فوگلسانگ
کریستر فوگلسانگ (به انگلیسی: Christer Fuglesang) فضانورد اهل کشور سوئد است که در ۱۸ مارس ۱۹۵۷ میلادی در استکهلم زاده شد. وی در مأموریت اس‌تی‌اس-۱۱۶، اس‌تی‌اس-۱۲۸ حضور داشته‌است.